# Harald Czudaj
Harald Czudaj (* 14. Februar 1963 in Wermsdorf) ist ein ehemaliger Bobfahrer, der für die DDR und das wiedervereinigte Deutschland startete. Bei den Olympischen Winterspielen 1994 in Lillehammer gewann er die Goldmedaille im Viererbob. Für den Gewinn der Goldmedaille bei den Olympischen Winterspielen 1994 wurden er und seine Bobmannschaft vom Bundespräsidenten mit dem Silbernen Lorbeerblatt belohnt.

## Werdegang

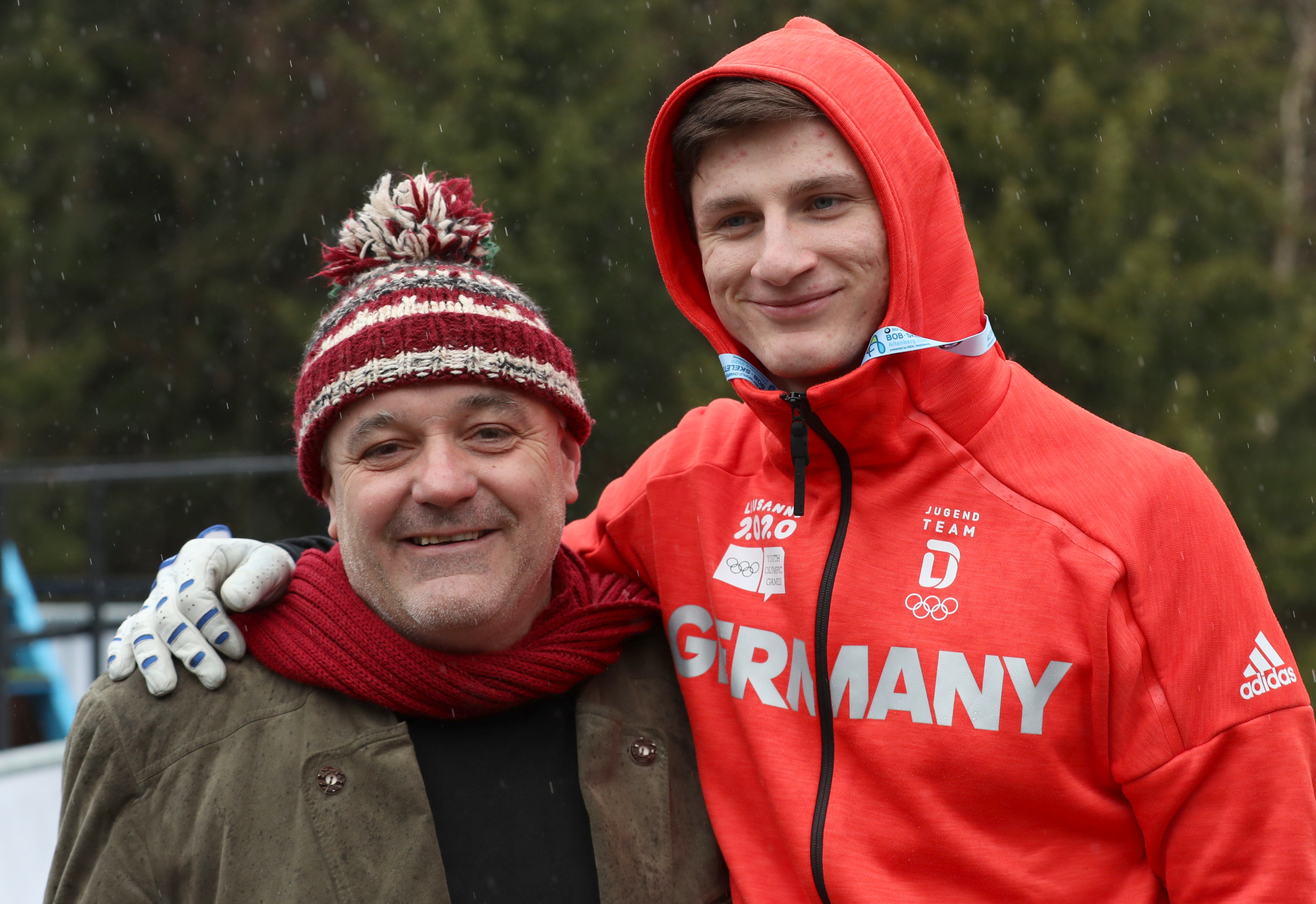
Harald Czudaj zusammen mit seinem Sohn Alexander am Rande der Bob- und Skeleton-Weltmeisterschaften 2020 in Altenberg

Czudaj startete zunächst für die SG Dynamo Zinnwald. Er gewann vier Medaillen bei der Bob-Weltmeisterschaft der Fédération Internationale de Bobsleigh et de Tobogganing – zwei Silbermedaillen im Zweier- und Viererbob, beide im Jahr 1990 in St. Moritz für die DDR sowie zwei Bronzemedaillen in den Jahren 1991 in Winterberg und 1995 in Altenberg im Viererbob für Deutschland.
Harald Czudaj war zweimal Europameister im Viererbob. Er gewann 1992 in Königssee und 1998 in Igls die Goldmedaille für Deutschland. Bei den Olympischen Winterspielen 2006 in Turin war er Trainer der niederländischen Bobfahrerinnen.
Im Mai 2001 trat Czudaj in den sportlichen Ruhestand.
Heute betreibt Czudaj zusammen mit seinem ehemaligen Trainer Gerd Leopold zwei große Sportstudios in Riesa und Coswig. Als Mitglied des Aufsichtsrates der Wintersport Altenberg GmbH und als Vizepräsident des BSC Sachsen Oberbärenburg ist er dem Bobsport nach wie vor sehr verbunden und fährt auch noch Senioren-Rennen. Bei den Weltmeisterschaften 2008, 2020 und 2021 in Altenberg startete Czudaj als Spurbobfahrer mit seinem Anschieber Rainer M. Jacobus (dem Präsidenten des BSC Sachsen Oberbärenburg). Die Kurve 9 der Bobbahn in Altenberg ist nach ihm benannt.

### Mitarbeiter der Staatssicherheit
Czudaj war als Inoffizieller Mitarbeiter mit dem Decknamen „Ralf Richter“ für die Staatssicherheit der DDR tätig und fertigte Berichte über die Mitfahrer in seinem Schlitten an. Er gab an, erpresst worden zu sein. Seine Tätigkeit als IM gab er öffentlich einen Tag vor dem Beginn der Olympischen Winterspiele 1992 zu, gegenüber seinem Trainer und seinen Anschiebern bereits im November 1991. Ein Ausschuss des Nationalen Olympischen Komitees Deutschlands mit dem NOK-Vorsitzenden Willi Daume, Delegationsleiter Walther Tröger, IOC-Mitglied Thomas Bach und Klaus Kotter (Vorsitzender des Bob- und Schlittenverbandes für Deutschland) erteilte Czudaj die Teilnahmererlaubnis für die Spiele in Albertville.